# Цосен
Цосен (њем. Zossen) град је у њемачкој савезној држави Бранденбург. Једно је од 16 општинских средишта округа Телтов-Флеминг. Према процјени из 2010. у граду је живјело 17.477 становника. Посједује регионалну шифру (AGS) 12072477.

## Географски и демографски подаци
Цосен се налази у савезној држави Бранденбург у округу Телтов-Флеминг. Град се налази на надморској висини од 38 метара. Површина општине износи 179,6 km². У самом граду је, према процјени из 2010. године, живјело 17.477 становника. Просјечна густина становништва износи 97 становника/km².